# Big Rock (Virginia)
Big Rock es un lugar designado por el censo ubicado en el condado de Buchanan en el estado estadounidense de Virginia. En el Censo de 2020 tenía una población de 199 habitantes y una densidad poblacional de 156,69 habitantes por km².

## Geografía
Big Rock se encuentra ubicado en las coordenadas 37°21′11″N 82°11′20″O / 37.35306, -82.18889.  Según la Oficina del Censo de los Estados Unidos,  tiene una superficie total de 1,27 km², de la cual 1,20 km² corresponden a tierra firme y 0,07 km² a agua.